# Флавій Іпатій (консул 500 року)
Флавій Іпатій (*Flavius Hypatius, д/н —19 січня 532) — політичний та військовий діяч ранньої Візантійської імперії.

## Життєпис

### Війна з Персією
Походив зі іллірійського роду. Син патрикія Флавія Секундіна, епарха Константинополя та консула 511 року, та Цезарії, сестри імператора Анастасія I. Оженився на представниці впливового роду Аніціїв. 500 року зроблено консулом (разом з Флавієм Патрицієм) та патрикієм. Не підтримував монофизитську політику Анастасія I, зокрема надавши 100 лібр золота православним церквам. Разом з тим після загибелі у 501 році сина імператора Іпатій розглядався останнім як наймовірніший спадкоємець трону.
502 року призначено магістра стратіотів разом з Аріобіндом та Флавієм Патрицієм очолювати війська проти Персії. Але Іпатій стояв нижче Ареобінда (військового магістра Сходу) та Патрикія (старшого магістра). Того ж року Іпатій відмовився надати допомогу Аріобінду під час облоги Нісібіса, в результаті чого перси його відтіснили до Едесси. Сам Іпатій разом з Патрицієм взяв в облогу місто Аміда. Втім не виявив наполегливості в цій справі, хоча мешканці Аміди готові були здатися. Невпевненість Іпатія призвела до відступу від міста. В результаті у 503 році Іпатія було знято з посади та повернуто до Константинополя. Натомість спрямовано проти булгар, що здійснили набіг на Балкани.

### Заколот Віталіана
Обіймаючи посаду військового магістра (magister militum) Фракії, зґвалтував дружину свого безпосереднього підлеглого — коміта федератів Віталіана, чим викликав заколот останнього проти імператора Анастасія I в травні 513 року під гаслами захисту православ'я. За це імператор змістив Іпатія і призначив військовим магістром Фракії іллірійцем Кирила, але Кирило потрапив до рук повстанців і був страчений у фракійському місті Одіссей (сучасна Варна). Після цього Іпатія було відновлено на посаді, який повів урядові війська проти сил Віталіан, але був вщент розбитий і захоплений в полон, а повсталі взяли в облогу Константинополь. Пізніше Іпатій був відпущений Віталіаном до імператора за великий викуп (5 тис. фунтом золотом), який сплатив його батько та імператор.
Іпатій отримав посаду військового магістра Сходу (magister militum per Orientem). 518 року під час смерті Анастасія I перебував на Сході, тому не зміг втрутитися в обрання імператора, хоча не виявив особливого бажання боротися за владу. В результаті імператором став Юстин I. Того ж року імператор позбавив Іпатія посади. Замість нього магістром Сходу став Діогеніан.
У 519 році новий імператор Юстин I призначає його стратилатом Сходу. Йому доручено перемовини з перським шахіншахом Кавадом I щодо усиновлення його Хосрова імператором Юстиніаном I, але без успіху. Іпатія було звинувачено у провалі, але зрештою виправдано. 525 року знову призначено військовим магістром Сходу. За часів імператора Юстиніана I в 529 року був зміщений з цієї посади і замінений молодим і талановитим військовиком Велізарієм.

### Повстання «Ніка»
У січні 532 року під час повстання «Ніка» в Константинополі незадоволені знать та містяни висунули Іпатія претендом на трон замість Юстиніана I. Його підтримали брати Помпей і Проб. Втім невдовзі Проб втік з міста, а Іпатій та Помпей сховалися у синкліті, не дуже сподіваючись здолати Юстиніана I. Натомість останній, побоюючись зради, вигнав синклітів з імператорського палацу.
Тому Іпатій з братом опинилися серед натовпу. Того було 18 січня оголошено імператором на форумі Костянтина. Але 19 січня вірні війська імператорові Юстиніану I на чолі із Велізарієм та Мундом придушили повстання Ніка, знищивши до 35 тис. осіб під час церемонії коронації Іпатія на Великому іподромі. Іпатія було схоплено. Імператор бажав помилувати його, але дружина Феодора наполягла на страті, що й було здійснено. Іпатія страчено разом з братом Помпеєм. Поховано в мартирії Св. Маври.